# Dwergdikbekje
Het dwergdikbekje of  (Sporophila minuta) is een zangvogel uit de familie tangaren (Thraupidae). De wetenschappelijke naam van de soort werd als Loxia minuta in 1758 gepubliceerd door Carl Linnaeus. In het Surinaams-Nederlands wordt het vogeltje roti of rowti genoemd.

## Ondersoorten
- S. m. parva: van zuidwestelijk Mexico tot Nicaragua.
- S. m. centralis: zuidwestelijk Costa Rica en zuidelijk Panama.
- S. m. minuta: Trinidad en Tobago, noordelijk Zuid-Amerika.